# HF6 (鉄道車両)
HF6は、ボンバルディア・トランスポーテーションが開発・設計し、同社および合併先のアルストムによって生産が行われている電車。高床式プラットホームに適したライトレール（シュタットバーン）向け車両で、ドイツのデュッセルドルフ（デュッセルドルフ・シュタットバーン）やケルン（ケルン・シュタットバーン）で使用されている。

## 関連項目

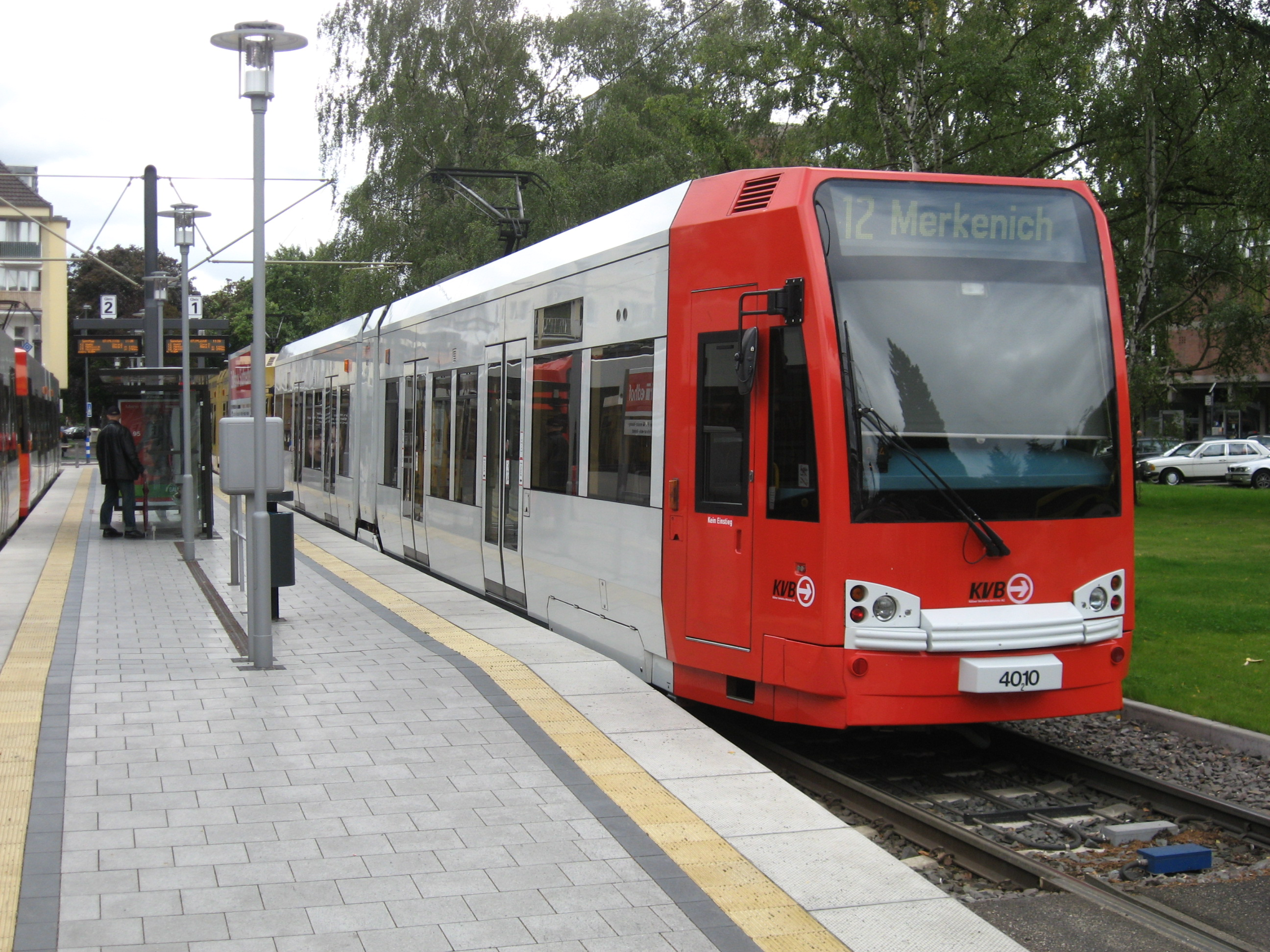
K4000形（2008年撮影）
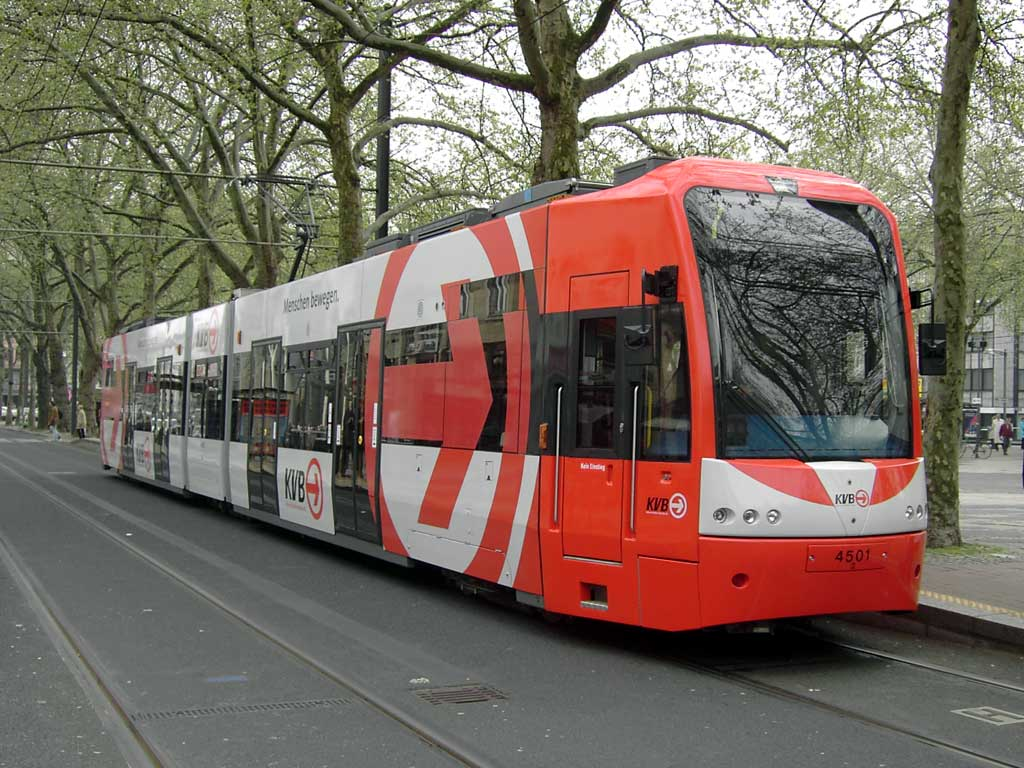
K4500形（2005年撮影）
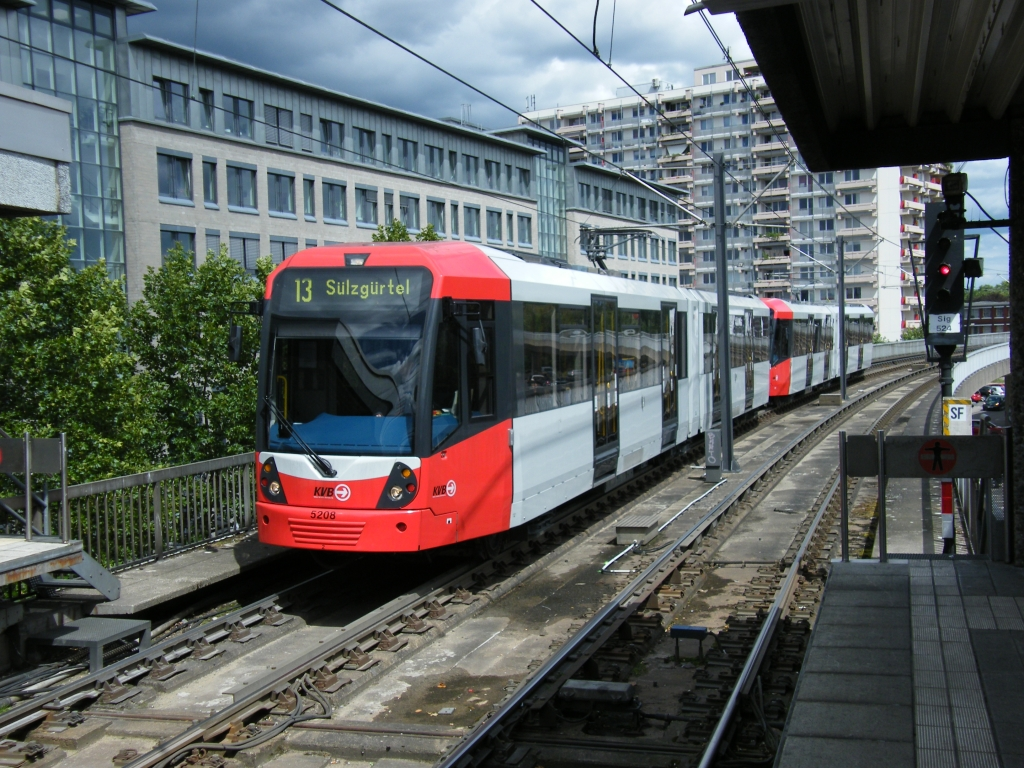
K5000形（2011年撮影）

## 概要
2015年3月、デュッセルドルフおよび周辺都市でシュタットバーン（デュッセルドルフ・シュタットバーン）を運営するラインバーンと、ケルンおよび周辺都市を結ぶシュタットバーン（ケルン・シュタットバーン）を運営するケルン市交通公社は、両社が所有する旧型電車（B形、GT8SU形）の置き換えを目的に、共同でボンバルディア・トランスポーテーションへ向けて新型電車の発注を実施した。これを受け、路面電車やライトレール向けブランドである「フレキシティ・スウィフト（Flexity Swift）」の1つとして開発・設計が行われたのがHF6である。
全長28 mの両運転台式の2車体連接車で、床上高さは1,000 mmと高床式プラットホームが存在する路線に適した設計となっている一方、収納式のステップを展開する事で低床式プラットホームからの乗車も可能である。各車体には連結器も設置されており、最大4両まで総括制御による連結運転が可能な構造となっている。車内にはベビーカーや車椅子が設置可能な多目的エリアが存在する他、冷房を含めた空調が完備されている。

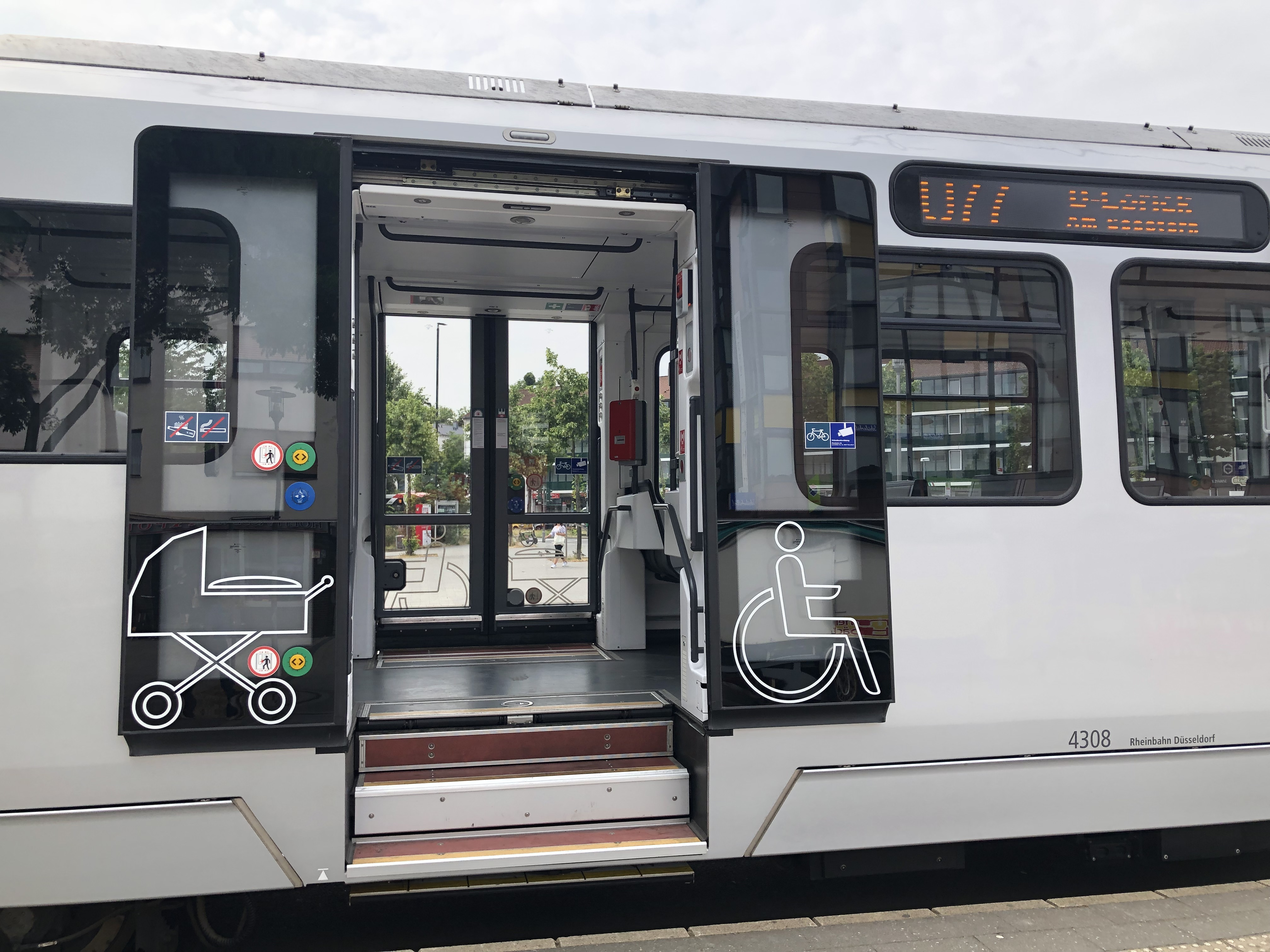
ステップ展開時の乗降扉（デュッセルドルフ、2023年撮影）

## 運用

### デュッセルドルフ
デュッセルドルフや周辺都市でシュタットバーン（デュッセルドルフ・シュタットバーン）を運営するラインバーンは当初43両を発注し、その後オプション権を行使する形で追加発注を実施したため合計59両が導入される事となった。試作車は2018年にデュッセルドルフに納入され試運転が実施されたが、その中でデュースブルク（デュースブルク・シュタットバーン）への直通系統に存在する一部の駅のプラットホームの端に部品が接触する事故が起きた。これに関しては部品の設計を見直す事により解決が行われ2020年に営業運転に関する承認が下りたものの、溶接の継ぎ目、台枠の基材、乗降扉や乗降用ステップの操作など複数の不備が発覚した事を要因にラインバーンは同年8月に一時的に納入を中止する事を発表した。
その後、2022年から納入が再開されており、本格的な営業運転は同年5月30日から開始された。以降、2024年までに順次全59両の導入が実施される事になっている。

### ケルン
ケルンのシュタットバーン（ケルン・シュタットバーン）を運営するケルン市交通会社は当初20両を、その後2020年に7両を追加発注した他、2021年の豪雨により旧型車両の廃車が発生したため、その代用分として2022年に更に2両の追加発注が実施された。そして最初の車両となった試作車2両は2020年末にケルンに納入され、各種試運転や試験的な営業運転を実施した。その際、ソフトウェアの問題により乗降用ステップが正確に作動しない問題が生じたが、以降納入された車両では改善が行われ、2両についても修繕が実施されている。本格的な運用は2022年から始まり、5300番台（5301 - 5329）の車両番号が与えられたこれらの車両はケルン・シュタットバーンのうち高床式プラットホームを有している系統で使用されている他、2024年までにボン（ボン・シュタットバーン）への直通系統にも順次投入されている。また、これらのケルン向け車両は最短2両編成からの連結運転を前提にしており、運転台は片側の車両のみに設置されている。

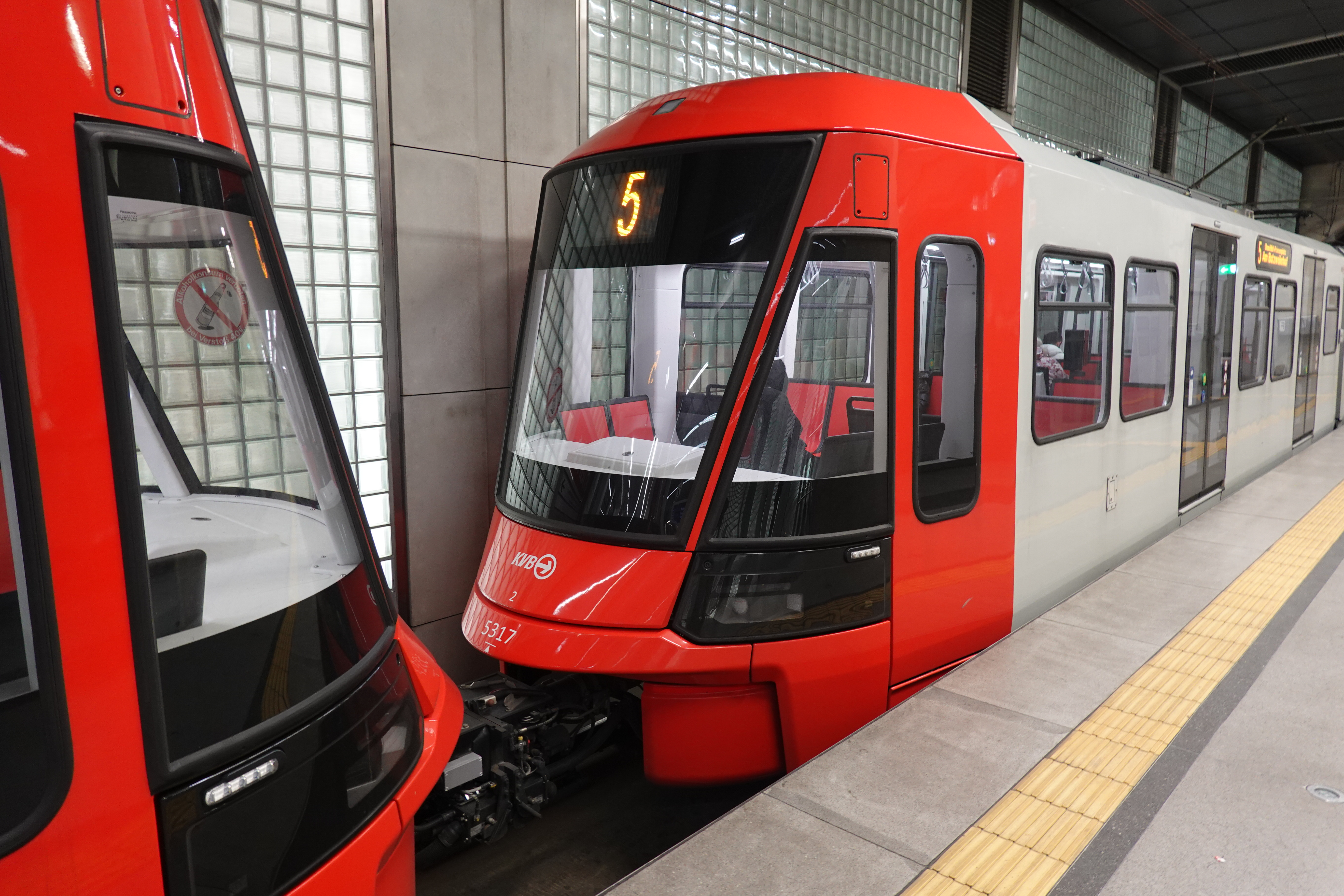
一方の車体には運転台が設置されていない（2023年撮影）